# Escardes
Escardes je francouzská obec v departementu Marne v regionu Grand Est. Žije zde 64 obyvatel.

## Poloha obce
Obec leží na jihozápadě departementu Marne.

### Sousední obce
| Růžice kompasu | Courgivaux | Esternay            |                        | Růžice kompasu |
| Růžice kompasu | Saint-Bon  | Sever               | Châtillon-sur-Morin    | Růžice kompasu |
| Růžice kompasu | Saint-Bon  | Escardes            | Châtillon-sur-Morin    | Růžice kompasu |
| Růžice kompasu | Saint-Bon  | Jih                 | Châtillon-sur-Morin    | Růžice kompasu |
| Růžice kompasu |            | Bouchy-Saint-Genest | Les Essarts-le-Vicomte | Růžice kompasu |